# 一酸化テルル
一酸化テルル(Tellurium monoxide)は、化学式TeOの二原子分子である。遷移種として見られる。固体一酸化テルルの存在を主張するこれまでの研究は、立証されていない。DVDのコーティングに用いられるtellurium suboxideは、二酸化テルルと金属テルルの混合物である。

## 歴史
一酸化テルルは、1883年にE. Diversと下瀬雅允により初めて報告された。これは、恐らく真空中でのtellurium sulfoxideの熱分解により作られたものであり、1913年には、塩化水素との反応が見られることが報告されている。後の研究でも、これが純粋な固体であるという主張は立証されていない。1984年までに、パナソニックは、「一酸化テルル」（実際にはテルルと二酸化テルルの混合物）を含む、消去可能な光学ドライブの研究を行った。